# Die Another Day
Die Another Day är den 20:e James Bond-filmen samt den fjärde och sista med Pierce Brosnan i rollen som James Bond. Filmen producerades av Barbara Broccoli och Michael G. Wilson och regisserades av Lee Tamahori. Filmen hade biopremiär i Storbritannien den 20 november 2002 och i USA den 22 november samma år.

## Handling
James Bond försöker infiltrera en nordkoreansk militärbas i rollen som en vapenhandlare som är villig att handla med konfliktdiamanter. Han överlämnar diamanterna, men blir avslöjad som brittisk agent, vilket får den ansvarige, överste Tan-Sun Moon, att frukta att hans far kommer att straffa honom. Moon beordrar sina män att döda Bond och flyr. Bond tvingas spränga basen i luften och jagar efter Moon i en svävare över minfälten. Moons svävare kraschar varpå Bond blir tillfångatagen av general Moon, överstens far. Han sätts i fängelse och torteras.
14 månader senare blir Bond utväxlad i utbyte mot Zao, en av Moons män. M spärrar in Bond på en sjukavdelning och meddelar honom att hans 00-status blivit indragen eftersom han misstänks för att under tortyren ha avslöjat brittiska statshemligheter för nordkoreanerna. Bond förnekar bestämt detta och säger att han inte velat bli utbytt mot Zao, men M låter honom få veta att hon har information som tyder på att de har fått en förrädare på halsen. För att bevisa sin oskuld flyr Bond från avdelningen och beger sig på jakt efter Zao. Spåren leder först till Hongkong och sedan till Kuba och en genterapi-klinik, där patienterna kan förändra sitt utseende. Under spaningen på kliniken får han en oväntad allierad i form av NSA-agenten Giacinta "Jinx" Johnson, som under täckmanteln som turist är på likadant uppdrag. Jinx ställer upp som Bonds älskarinna för natten och hjälper honom sedan att ta sig till kliniken, där han till slut hittar Zao. Denne lyckas dock fly, men lämnar en ledtråd efter sig: ett smycke som har den brittiske miljardären Gustav Graves kännetecken. 
Tillbaka i London får Bond till ett möte med Graves under dennes fäktningsträning. Det urartar i en duell, men slutar med att Graves bjuder in Bond till en demonstration av en vetenskaplig upptäckt på Island. Bond möter M som återinsätter Bond som 00-agent, och meddelar att Miranda Frost, som var med Graves tidigare, är en dubbelagent för MI6:s räkning. Än så länge har Frost dock inte lyckats säkra spåren mellan Graves och Zao. Bond åker därför till Island och Graves ispalats, där han möter Jinx igen. Graves demonstrerar sin nya spegelsatellit, Ikaros, som kan fokusera solljus på en yta och därmed erbjuda bättre odlingsmöjligheter.
Jinx tar sig in i Graves kontor, men blir fångad av Zao. Bond tar sig in för att frita henne. I samband med det hör han Zao prata koreanska med Graves, och inser att Graves egentligen är överste Moon, som överlevde kraschen tidigare, och som använt sig av genterapibehandlingen för att skaffa sig en ny identitet. Innan Bond hinner döda Graves, blir han förrådd av Frost - som var den läcka som orsakade fångutväxlingen. Bond hinner fly till sin bil, men blir jagad inuti ispalatset av Zao. Med hjälp av bilens extrautrustning lyckas dock Bond döda Zao och rädda Jinx.
Bond och Jinx gör ett Halo-hopp och landar i Nordkorea, där de tar sig ombord på Graves flygplan. Ombord på planet är också general Moon och dennes medhjälpare samt Miranda Frost. Graves avslöjar för general Moon att han är general Moons son. Dessutom berättar han sin verkliga plan, att använda Ikaros för att spränga minorna i ingenmanslandet mellan Syd- och Nordkorea så att Nordkorea ska kunna invadera Sydkorea och därefter de andra asiatiska länderna. Ikaros skulle också kunna användas för att ta hand om alla massförstörelsevapen som skickas mot Nordkorea. General Moon försöker stoppa sin son, men blir istället dödad av Graves skyddsdräkt som Graves använder för att styra satelliten. 
I ett försök att stoppa Graves planer anfaller Bond, men blir själv anfallen av en av Graves medhjälpare och råkar därför skjuta sönder ett fönster i planet. Jinx stabiliserar planet, men blir överrumplad av Frost. Jinx sätter på autopiloten och en svärdsduell uppstår. Planet flyger genom Ikaros koncentrerade strålar och blir allvarligt skadat. Medan Jinx dödar Frost lyckas Graves få Bond på fallrepet och sätter på sig en fallskärm, men precis när han ska hoppa drar Bond för tidigt i utlösningshandtaget så att han istället dras in i en av planets motorer. Bond och Jinx flyr från det sönderfallande planet i en helikopter som finns i lastutrymmet och tar med sig Graves last med diamanter.

## Rollista
| Pierce Brosnan   | – James Bond              |
| Halle Berry      | – Giacinta "Jinx" Johnson |
| Toby Stephens    | – Gustav Graves           |
| Rosamund Pike    | – Miranda Frost           |
| Rick Yune        | – Zao                     |
| Judi Dench       | – M                       |
| John Cleese      | – Q                       |
| Samantha Bond    | – Miss Moneypenny         |
| Michael Madsen   | – Damian Falco            |
| Will Yun Lee     | – överste Moon            |
| Kenneth Tsang    | – general Moon            |
| Lawrence Makoare | – Mr. Kil                 |
| Madonna          | – Verity                  |

## Om filmen
- Bond visas i skägg.
- Eftersom filmen representerade 40-årsjubileum för Bond som filmfigur, innehåller den väldigt många referenser till föregående filmer, och eftersom filmen också sammanföll med 60-årsjubileet för Bond som figur över huvud taget, innehåller den till och med referenser till böckernas Bond. Under besöket på Kuba, presenterar sig Bond som ornitolog, vilket var det yrke den "verklige" James Bond hade - se James Bond (figur). På besök hos en sovande agent på Kuba hittar Bond en bok i en bokhylla - boken är "Birds of the West Indies" av James Bond. Det var den boken som Ian Fleming såg när han tog namnet James Bond till sin egen agent.

Die Another Day blev den dittills mest inkomstbringande Bondfilmen någonsin med biointäkter på 456 miljoner US-dollar (tar man hänsyn till inflationen har emellertid många äldre Bondfilmer dragit in mer pengar). Totalt drog de fyra filmerna med Pierce Brosnan som agent 007 in ca 1,5 miljarder dollar i biointäkter.
Die Another Day blev den sista film med Samantha Bond som miss Moneypenny, John Cleese som Q och Pierce Brosnan som James Bond.